# Crasnoarmeiscoe
Crasnoarmeiscoe è un comune della Moldavia situato nel distretto di Hîncești di 4.525 abitanti al censimento del 2004

## Località
Il comune è formato dall'insieme delle seguenti località (popolazione 2004):
- Crasnoarmeiscoe (2.359 abitanti)
- Tălăiești (2.166 abitanti)